# Elecciones estatales de Nuevo León de 2024
Las elecciones estatales de Nuevo León de 2024 se llevaron a cabo el domingo 2 de junio de 2024 y en ellas se renovaron los siguientes cargos de elección popular del estado mexicano de Nuevo León:
- 42 diputados estatales: 26 diputados electos por mayoría relativa y 16 designados mediante representación proporcional para integrar la LXXVII Legislatura.
- 51 ayuntamientos: Compuestos por un presidente municipal, un síndico y un grupo de regidores. Electos para un periodo de tres años.

## Organización

### Partidos políticos
En las elecciones estatales tienen derecho a participar doce partidos políticos. Siete son partidos políticos con registro nacional: Partido Acción Nacional (PAN), Partido Revolucionario Institucional (PRI), Partido de la Revolución Democrática (PRD), Partido del Trabajo (PT), Partido Verde Ecologista de México (PVEM), Movimiento Ciudadano (MC) y Movimiento Regeneración Nacional (Morena). Y cinco partidos políticos estatales: Partido Encuentro Solidario de Nuevo León, Partido Vida, Partido Esperanza Social, Partido Liberal y Partido Justicialista.

### Distritos electorales
Para la elección de diputados de mayoría relativa del Congreso del Estado de Nuevo León el estado se divide en 26 distritos electorales. La distritación electoral vigente fue publicada por el Instituto Nacional Electoral en noviembre de 2022.
| Distrito | Cabecera                 | Municipio | Mapa |
| -------- | ------------------------ | --------- | ---- |
| 1        | Monterrey                | 1         |      |
| 2        | Monterrey                | 1         |      |
| 3        | Monterrey                | 1         |      |
| 4        | Salinas Victoria         | 7         |      |
| 5        | Apodaca                  | 1         |      |
| 6        | Monterrey                | 1         |      |
| 7        | Apodaca                  | 1         |      |
| 8        | Monterrey                | 1         |      |
| 9        | San Nicolás de los Garza | 1         |      |
| 10       | San Nicolás de los Garza | 1         |      |
| 11       | Pesquería                | 13        |      |
| 12       | García                   | 1         |      |
| 13       | Guadalupe                | 1         |      |
| 14       | Guadalupe                | 1         |      |
| 15       | Guadalupe                | 1         |      |
| 16       | Apodaca                  | 1         |      |
| 17       | General Escobedo         | 1         |      |
| 18       | San Pedro Garza García   | 2         |      |
| 19       | Santa Catarina           | 1         |      |
| 20       | García                   | 1         |      |
| 21       | Ciénega de Flores        | 9         |      |
| 22       | Juárez                   | 1         |      |
| 23       | Juárez                   | 1         |      |
| 24       | Linares                  | 10        |      |
| 25       | General Escobedo         | 1         |      |
| 26       | Cadereyta Jiménez        | 1         |      |

## Encuestas

### Ayuntamiento de Monterrey
| Encuestadora          | Fecha            | Muestra | De la Garza | Cantú | Rodríguez | Zambrano | Madero | O/N/NS/NC | MDE   |
| --------------------- | ---------------- | ------- | ----------- | ----- | --------- | -------- | ------ | --------- | ----- |
| Encuestadora          | Fecha            | Muestra |             |       |           |          |        | O/N/NS/NC | MDE   |
| Campaigns & Elections | 19 de enero      | 400     | 25%         | —     | 35%       | 10%      | —      | 30%       | ±4.9% |
| Rubrum                | 16 de febrero    | 1000    | 26.3%       | 15.1% | 24.7%     | 12.4%    | 6.8%   | 14.7%     | ±3.8% |
| Statistical Research  | 21 de febrero    | 400     | 27.1%       | —     | 30.5%     | 13.3%    | 5.7%   | 23.4%     | ±4.9% |
| Enkoll                | 21 a 25 de marzo | 804     | 28%         | 13%   | 34%       | 7%       | 4%     | 14%       | ±3.5% |
| Rubrum                | 25 de marzo      | 1000    | 31%         | 17%   | 25.5%     | 12%      | 5.5%   | 9%        | ±3.8% |
| El Norte              | 26 de marzo      | 600     | 36%         | 17%   | 31%       | 8%       | 4%     | 4%        | ±4%   |
| Posta                 | 2 de abril       | 1000    | 24.8%       | 15.5% | 38.3%     | 9%       | 2.5%   | 9.9%      | ±3%   |
| Statistical Research  | 2 de abril       | 1000    | 27.7%       | 17.7% | 26%       | 10.2%    | 5.8%   | 12.6%     | ±4.9% |
| Rubrum                | 8 de abril       | 1000    | 32.9%       | 11.9% | 24.7%     | 11.1%    | 7.9%   | 11.5%     | ±3.8% |
| Hora Cero             | 11 a 13 de abril | 1000    | 42.9%       | 7%    | 34.7%     | 6.2%     | 2.6%   | 6.6%      | ±3%   |
| Enkoll                | 17 a 19 de abril | 805     | 30%         | 13%   | 37%       | 6%       | 5%     | 9%        | ±3.5% |
| Rubrum                | 22 de abril      | 1000    | 33.5%       | 15.3% | 23.7%     | 10.6%    | 5.9%   | 11%       | ±3.8% |
| El Norte              | 22 a 27 de abril | 600     | 32%         | 19%   | 35%       | 10%      | 3%     | 1%        | ±4%   |
| Electoralia           | 24 de abril      | 1000    | 26.1%       | 18.3% | 29.2%     | 13.7%    | 7.8%   | 4.9%      | ±3.5% |
| Enkoll                | 18 a 22 de mayo  | 806     | 29%         | 12%   | 36%       | 9%       | 3%     | 11%       | ±3.5% |
| El Norte              | 22 a 26 de mayo  | 600     | 37%         | 11%   | 31%       | 16%      | 3%     | 2%        | ±4%   |
| Hora Cero             | 23 a 25 de mayo  | 1000    | 38.1%       | 10.9% | 28.7%     | 10.7%    | 3.1%   | 8.5%      | ±3%   |

## Resultados

### Congreso estatal
|  | 27.67 % |

|  | 21.44 % |

|  | 20.72 % |

|  | 13.85 % |

|  | 4.41 % |

|  | 3.1 % |

|  | 2.36 % |

|  | 0.93 % |

|  | 0.72 % |

|  | 0.67 % |

|  | 0.29 % |

|  | 0.26 % |

|  | 3.58 % |

|  | 100 % |

### Ayuntamientos
|  | 29.46 % |

|  | 19.66 % |

|  | 18.97 % |

|  | 15.11 % |

|  | 4.4 % |

|  | 4.1 % |

|  | 2.43 % |

|  | 0.86 % |

|  | 0.71 % |

|  | 0.57 % |

|  | 0.17 % |

|  | 0.13 % |

|  | 0.04 % |

|  | 96.6 % |

|  | 3.36 % |

|  | 0.03 % |

|  | 55.88 % |

#### Monterrey
|  | 37.4 % |

|  | 30.73 % |

|  | 13.87 % |

|  | 11.23 % |

|  | 1.94 % |

|  | 1.55 % |

|  | 0.13 % |

|  | 96.85 % |

|  | 3.12 % |

|  | 60 % |

#### Guadalupe
|  | 35.61 % |

|  | 27.97 % |

|  | 25.63 % |

|  | 3.76 % |

|  | 2.84 % |

|  | 0.38 % |

|  | 96.2 % |

|  | 3.74 % |

|  | 57.47 % |

#### Apodaca
|  | 56.62 % |

|  | 20.37 % |

|  | 14.89 % |

|  | 1.93 % |

|  | 1.75 % |

|  | 1.03 % |

|  | 0.36 % |

|  | 0.16 % |

|  | 97.12 % |

|  | 2.84 % |

|  | 55.97 % |

#### San Nicolás de los Garza
|  | 37.14 % |

|  | 32.88 % |

|  | 17.06 % |

|  | 4.03 % |

|  | 1.99 % |

|  | 1.51 % |

|  | 1.16 % |

|  | 0.3 % |

|  | 0.25 % |

|  | 96.32 % |

|  | 3.66 % |

|  | 63.36 % |

#### San Pedro Garza García
|  | 63.32 % |

|  | 17.78 % |

|  | 8.13 % |

|  | 4.58 % |

|  | 1.76 % |

|  | 1.11 % |

|  | 0.73 % |

|  | 0.61 % |

|  | 0.1 % |

|  | 98.11 % |

|  | 1.87 % |

|  | 70.88 % |

#### Juárez
|  | 47.28 % |

|  | 24.04 % |

|  | 22.50 % |

|  | 2.16 % |

|  | 0.43 % |

|  | 0.24 % |

|  | 0.15 % |

|  | 96.83 % |

|  | 3.14 % |

|  | 46.90 % |